# Бекман, Исаак
Исаак Бекман (10 декабря 1588 года, Мидделбург — 19 мая 1637 года, Дордрехт) — голландский механик, математик и натурфилософ, один из выдающихся деятелей научной революции XVII века. К числу основных достижений Бекмана относится одна из ранних формулировок закона инерции, значительная роль в возрождении атомизма, заметный вклад в распространение механистического мировоззрения — философского фундамента классической физики. Бекман был одним из немногих учёных начала XVII века, поддерживавших гелиоцентрическую систему мира и пытавшихся дать причинное объяснение движения планет.

## Биография
Исаак Бекман родился в городе Мидделбурге (Нидерланды, провинция Зеландия) в семье убеждённых кальвинистов. После получения начального образования в родном городе был отправлен для изучения теологии, литературы и математики в Лейден. Среди его учителей были выдающиеся учёные Виллеброрд Снелл и Симон Стевин. После завершения образования некоторое время занимался бизнесом, основав завод по изготовлению свечей, где попутно занимался также постановкой различных физических опытов. В 1616 году завод был продан, и Бекман отправился в город Кан (Нормандия), где вплоть до 1618 года изучал медицину. В 1618 году некоторое время жил в городе Бреда, где познакомился с Декартом, на которого оказал большое влияние. В 1618—1619 годах Бекман был помощником ректора в городе Вере, где он принимал участие в астрономических наблюдениях знаменитого астронома Филиппа ван Лансберга. С 1619 по 1620 год работал помощником ректора в Утрехте. С 1620 по 1627 год преподавал в латинской школе в Роттердаме, где он основал технический колледж («Collegium Mechanicum»). С 1627 года вплоть до своей смерти в 1637 году был ректором латинской школы в Дордрехте, где среди его учеников был, в частности, выдающийся голландский государственный деятель Ян де Витт.

## Вклад в науку
На протяжении всей своей жизни Бекман размышлял о проблемах физики, механики, математики, натуральной философии. Метод Бекмана заключался в сочетании натурфилософских умозрений, физических экспериментов и широкого применения математики к анализу физических явлений. В начале XVII века этот подход был новаторским.
Результаты своих изысканий Бекман не публиковал, но заносил в личный дневник (так называемый «Журнал»). В 1644 году «Журнал» был частично опубликован братом Бекмана. Последующее изучение «Журнала» в XX веке показало, что Бекман практически полностью отверг учение Аристотеля, которое в то время всё ещё оставалась фундаментом физики, и предложил ряд новых идей, сыгравших значительную роль в научной революции XVII века.

### Атомизм
Бекман был одним из первых европейских учёных, возродившим античные представления об атомах.

### Принцип инерции
Ещё в 1613 году Бекман отверг средневековую теорию импетуса, согласно которой причиной движения брошенных тел является некоторая сила (импетус), вложенная в них внешним источником. По его мнению, тело продолжает своё движение не потому, что на него действует какая-либо сила (внешняя или внутренняя). Достаточно того, чтобы движению тела ничто не препятствовало:
Камень, брошенный рукой, сохраняет движение не из-за действия некоторой силы, которая его толкает, не из-за боязни пустоты, но потому, что он не может не упорствовать в этом движении, которое возникло благодаря руке, приведшей его в движение… Любая вещь, приведённая в движение, никогда не остановится, если только на неё не действует внешнее препятствие.
Это — одна из первых формулировок принципа инерции. Близкие формулировки содержались также у Галилео Галилея. Но даже в своём Диалоге о двух главнейших системах мира (1632) при описании брошенного тела Галилей неоднократно употреблял термины «вложенная сила» и «импетус». Скорее всего, при этом он имел в виду просто скорость или импульс, однако чётко о несуществовании импетуса как особого качества брошенного тела он так и не заявил. Впрочем, в отличие от современных представлений об инерции, Бекман полагал, что приложения силы не требует не только прямолинейное, но и круговое движение. Современная формулировка закона инерции была предложена Декартом, который развил взгляды Бекмана и, вероятно, находился под его большим влиянием.

### Другие достижения в области физики
- B 1614 году Бекман установил, что частота колебаний натянутой струны обратно пропорциональна её длине[10].
- В 1615 году Бекман открыл закон истечения жидкости из малого отверстия в открытом вертикальном сосуде: скорость жидкости пропорциональна квадратному корню из высоты воды в сосуде[11]. В 1641 году этот закон был переоткрыт Эванджелистой Торричелли, в честь которого он называется в настоящее время.
- В 1618 году, независимо от Галилея, Бекман пришёл к выводу, что при свободном падении скорость растёт пропорционально времени, а не пройденному пути, как считало большинство его современников, включая Декарта[12]. Используя метод бесконечно малых величин, он установил, что пройденный при свободном падении путь пропорционален квадрату времени[13].
- Изучая работу насоса, Бекман в 1626 году пришёл к выводу, что принцип его действия связан не с «боязнью природой пустоты[англ.]», как считали сторонники Аристотеля, а с действием атмосферного давления.

### Космология
Начиная с 1616 года, Бекман поддерживает гелиоцентрическую систему мира Коперника. Эстетические аргументы в её пользу, которые приводили многие другие гелиоцентристы того времени, Бекмана не привлекали. Он пытался дать физическое обоснование центрального положения Солнца. Таковым в 1616 году был принцип экономии энергии во Вселенной. По его мнению, световая энергия, излучаемая звёздами, достигает центра мира, где переизлучается Солнцем обратно в направлении звёзд, и т. д. Бекман даже не исключал, что Солнце является не отдельным небесным телом, а всего лишь областью концентрации световой энергии, испускаемой звёздами.
В 1628 году Бекман ознакомился с трудами Кеплера. Он был впечатлён его попыткой построения динамической теории движения тел Солнечной системы. Однако Бекман не был согласен с предположением Кеплера о существовании особой силы, движущей планеты, поскольку согласно его принципу инерции любое тело, начавшее движение, не остановится до тех пор, пока его не остановит какая-то внешняя сила. По его мнению, этот принцип приложим не только к земным телам, но и к планетам. Он полагал, что орбиты планет определяются равновесием двух сил: силой отталкивания от Солнца, возникающей из-за давления солнечных световых лучей, и сила притяжения, возникающая либо из-за давления лучей звезд, либо из-за солнечного магнетизма. Равновесие этих двух сил приводило к тому, что планета удерживалась на определённом расстоянии от Солнца. По мнению Бекмана, все движения планет (в том числе Земли) могут быть математически выведены из принципа инерции и законов движения световых частиц, испускаемых Солнцем.
Три года спустя, в 1631 году, Бекман высказал предположение, что планеты формируются из испарений Солнца. Тогда же он увлёкся идеями Галилея о приливах как доказательстве движения Земли, однако попытался учесть тот наблюдательный факт, что приливы связаны с движением Луны. По его мнению, не Луна вызывает приливы, а наоборот, приливы в воздушной оболочке Земли вызывают движение Луны.
Как бы ни были наивны космологические теории Бекмана с современной точки зрения, это были одни из первых попыток дать причинное объяснение движений небесных тел на основе одних только принципов механики. Подход Бекмана мог оказать значительное влияние на разработку вихревой теории планетных движений Декарта.

## Влияние
В 1618 году Бекман познакомился с Рене Декартом, проходившем военную службу в Бреде. Вероятно, Бекман оказал большое влияние на формирование Декарта как учёного. Не исключено, что такие достижения Декарта, как вклад в развитие механистической философии, открытие принципа инерции в его современной формулировке отчасти уходят корнями в его беседы с голландским учёным. Декарт посвятил Бекману своё первое научное сочинение, Компендий музыки (1618; впервые опубликован в 1650). Хотя отношения двух учёных знали периоды охлаждения (главным образом, по вине Декарта), они оставались в переписке до конца жизни Бекмана. В 1628 и 1629 годах Декарт лично посещал Бекмана в Дордрехте.
К Бекману приезжали и другие выдающиеся европейские учёные того времени. Пьер Гассенди посетил Бекмана в 1629 году. Он называл Бекмана «лучшим философом, которого он когда-либо встречал». В 1630 году Бекмана посетил Марен Мерсенн, который поддерживал с ним также регулярную переписку.